# Joseph Wendel

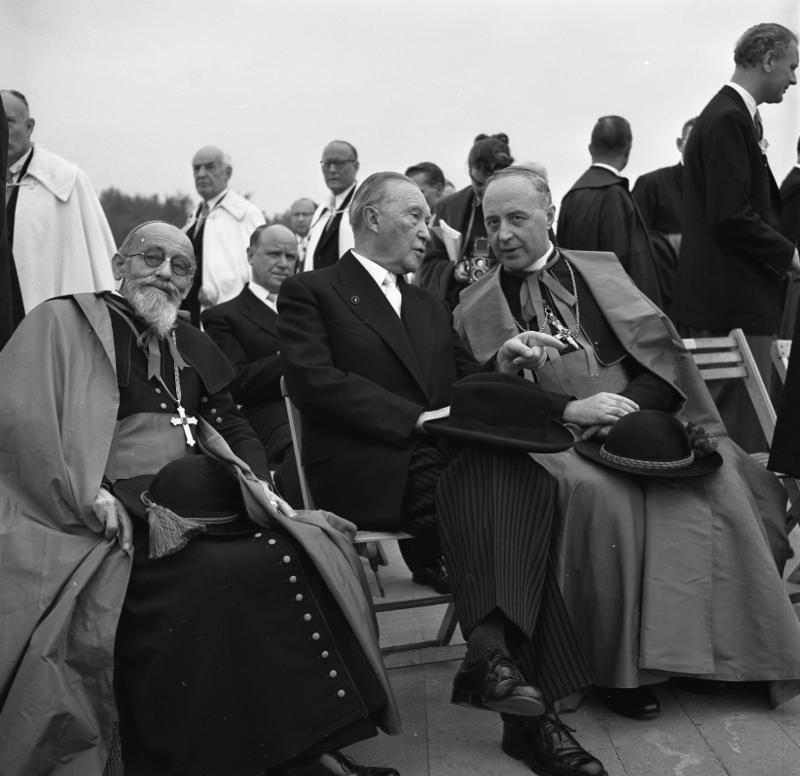
Joseph kardinaal Wendel rechts naast bondskanselier Konrad Adenauer (links van Adenauer, met baard: Eugène kardinaal Tisserant) op de Deutscher Katholikentag in Keulen

Wapen

Joseph Wendel (Blieskastel, 27 mei 1901 – München, 31 december 1960) was een Duits geestelijke en kardinaal van de Katholieke Kerk.
Wendel bezocht het seminarie in Speyer en aan het Pauselijk Duits-Hongaars College en het Gregorianum in Rome, waar hij promoveerde is zowel de theologie als de wijsbegeerte. Hij werd op 30 oktober 1927 tot priester gewijd. Hij deed vervolgens pastoraal werk in Speyer en werd directeur van Caritas, een katholieke hulporganisatie ten behoeve van armen en onderdrukten.
Op 4 april 1941 benoemde paus Pius XII hem tot titulair bisschop van Lebessus en tot bisschop-coadjutor van Speyer. Op 20 mei 1943 werd hij bisschop van Speyer. Hij toonde zich tijdens de Tweede Wereldoorlog een voorvechter van het recht op godsdienstvrijheid en een verdediger van de (mede)menselijkheid. Na de oorlog trachtte hij bij te dragen aan een positieve beeldvorming van zijn vaderland. In die tijd kreeg hij de bijnaam Bisschop van de Vrede.
Op 9 augustus 1952 werd hij benoemd tot aartsbisschop van München en Freising. Tijdens het consistorie van 12 januari 1953 werd hij kardinaal gecreëerd. De Santa Maria Nuova werd zijn titelkerk. In 1956 werd hij apostolisch vicaris van het Militair ordinariaat van Duitsland. In 1960 was hij voorzitter van het comité dat het Internationaal Eucharistisch Congres in München organiseerde. 
Even nadat hij zijn oudejaarspreek had gehouden, overleed hij later die dag. 
- Gemeinsame Normdatei: 11876683X
- International Standard Name Identifier: 0000 0000 3012 4902
- Library of Congress Control Number: n93102258
- RKD-Nederlands Instituut voor Kunstgeschiedenis: 8654
- Virtual International Authority File: 5726817
- WorldCat: E39PBJthbhvMY3PJGfXjMjqRKd